# Duncan Hunter
Duncan Lee Hunter (Riverside, 31 maggio 1948) è un politico statunitense, membro della Camera dei Rappresentanti per lo stato della California dal 1981 al 2009.

## Biografia
Nato a Riverside, dopo gli studi Hunter si arruolò nell'esercito e prestò servizio in Vietnam durante la guerra.
Entrato in politica con il Partito Repubblicano, nel 1980 Hunter si candidò alla Camera dei Rappresentanti contro il deputato democratico in carica Lionel Van Deerlin. Hunter riuscì a farsi eleggere e da allora venne riconfermato per altri tredici mandati, cambiando due volte distretto congressuale.
Nel 2008 Hunter non concorse per la rielezione, candidandosi invece alle elezioni presidenziali. La campagna elettorale di Hunter tuttavia fu infruttuosa e dopo i primi insuccessi nell'ambito delle primarie, annunciò il suo ritiro dalla competizione. Il suo seggio al Congresso venne invece conquistato dal figlio Duncan D. Hunter.
Ideologicamente Hunter è considerato un repubblicano molto conservatore; nel 2005 fece scalpore la sua proposta di erigere un muro per separare gli Stati Uniti dal Messico al fine di combattere l'immigrazione clandestina e criticò il Dipartimento della Sicurezza Interna, sotto l'amministrazione Bush, per aver pianificato la costruzione di solo metà delle 700 miglia di barriera di confine autorizzate dal Secure Fence Act del 2006.